# Arjen van Veelen
Arjen van Veelen (1980) is een Nederlandse journalist, columnist en schrijver.

## Loopbaan
Van Veelen groeide op in een gereformeerd gezin. Hij studeerde klassieke talen te Leiden en doceerde Latijn op middelbare scholen. Van Veelen begon zijn journalistieke carrière bij het Leids universitair weekblad Mare, en schreef daarna voor diverse andere bladen, zoals Awater en Onze Taal (2004-2011).
Van Veelen verwierf bekendheid als columnist van NRC Next. Van zijn hand verschenen twee essaybundels: Over rusteloosheid (2010) en En hier een plaatje van een kat & andere ongerijmdheden van het moderne leven (2013).
Van Veelen won in 2009 de Jan Hanlo Essayprijs Klein voor zijn vroege werk, zijn Over rusteloosheid stond op de longlist van de AKO Literatuurprijs van 2010 en in 2015 won hij de Jan Hanlo Essayprijs voor En hier een plaatje van een kat & andere ongerijmdheden van het moderne leven.
Hij verhuisde in 2014 naar St. Louis (Missouri) en was van daaruit ruim een jaar 'Correspondent Klein Amerika' voor De Correspondent. Voor verschillende media, zoals het radioprogramma Met het Oog op Morgen en Nieuwsuur, deed hij verslag van de rellen in Ferguson (Missouri). In 2016 keerde hij terug naar Nederland.
In 2017 publiceerde hij zijn eerste roman: Aantekeningen over het verplaatsen van obelisken, een ode aan zijn overleden vriend, de schrijver Thomas Blondeau.

## Persoonlijk
Arjen van Veelen is getrouwd met wetenschapper Rosanne Hertzberger (1984), later politica en voormalig Tweede Kamerlid (NSC) en, net als Van Veelen, voormalig NRC-columnist. Samen hebben ze twee zonen.

## Publicaties
- 2010 Over rusteloosheid (uitgeverij Augustus) ISBN 978-90-457-0146-2.
- 2013 En hier een plaatje van een kat & andere ongerijmdheden van het moderne leven (uitgeverij Augustus, Atlas/Contact) ISBN 978-90-450-2374-8.
- 2017 Aantekeningen over het verplaatsen van obelisken (De Bezige Bij) ISBN 9789023448600

winnaar Homerusprijs, genomineerd voor de ANV Debutantenprijs en de Anton Wachterprijs van 2018
- 2018 Amerikanen lopen niet: Leven in het hart van de VS (De Correspondent) ISBN 978-90-828-2162-8
- 2022 Rotterdam: Een ode aan inefficiëntie (De Correspondent) ISBN 9789493254183

## Bestseller 60
| Boeken met noteringen in de Nederlandse Bestseller 60 | Jaar van verschijnen | Datum van binnenkomst | Hoogste positie | Aantal weken | Opmerkingen |
| ----------------------------------------------------- | -------------------- | --------------------- | --------------- | ------------ | ----------- |
| Amerikanen lopen niet                                 | 2018                 | 13-06-2018            | 17              | 16           |             |
| Rotterdam                                             | 2022                 | 09-11-2022            | 4               | 14           |             |